# Lithraeus leguminarius
Lithraeus leguminarius là một loài bọ cánh cứng trong họ Bruchidae. Loài này được Gyllenhal miêu tả khoa học năm 1833.

## Hình ảnh

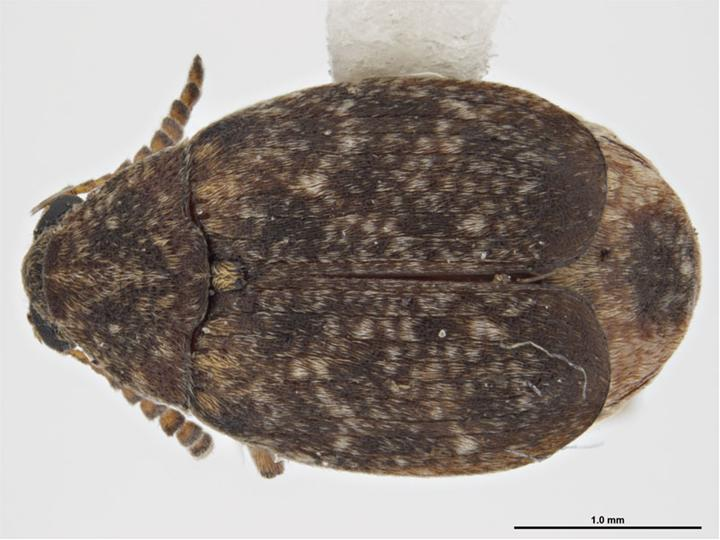